# بارتشة بلوط (مقاطعة دلفان)
بارتشة بلوط (بالفارسية: پارچه بلوط) هي قرية تقع في قسم كاكاوند الشرقي الريفي (مقاطعة دلفان) في إيران. يقدر عدد سكانها بـ 107 نسمة بحسب إحصاء 2016.